# Province du Transvaal
Pour les articles homonymes, voir Transvaal (homonymie).
31 mai 1910 – 27 avril 1994
Entités précédentes :
- colonie du Transvaal
(1902-1910)

Entités suivantes :
- Pretoria-Witwatersrand-Vereeniging (1994)
- Est du Transvaal
 (1994)
- Transvaal du nord
 (1994)
- Nord Ouest
 (1994)

La province du Transvaal est l'une des quatre provinces de l'Afrique du Sud entre 1910 et 1994. Occupant la partie nord-est du pays, la province du Transvaal succède géographiquement à la république sud-africaine du Transvaal et à la colonie du Transvaal. Sa capitale est Pretoria.

## Géographie
La superficie de la province du Transvaal est de 262 499 km² et sa population en 1994 est environ de 11 millions d'habitants. Son chef-lieu est Pretoria, par ailleurs capitale de la république sud-africaine du Transvaal jusqu'en 1902 et capitale de l'Afrique du Sud depuis 1910.
Les principales autres villes de la province du Transvaal sont Johannesbourg, Pietersburg, Nelspruit, Krugersdorp, Louis Trichardt, Tzaneen, Carletonville, Potchefstroom, Witbank, Verwoerdburg, Nylstroom, Witbank et Vereeniging.
L'économie du Transvaal repose sur l'activité minière avec l'or, le charbon et le platine (aujourd'hui principalement au Gauteng) mais aussi sur l'agriculture (principalement dans le Mpumalanga et le Limpopo d'aujourd'hui).

## Historique
Le 20 septembre 1909, un projet de loi, instituant en Afrique du Sud un régime parlementaire sur le modèle de Westminster, fut voté par le Parlement britannique. Le roi Édouard VII ratifia le South Africa Act et proclama la formation de l'union d'Afrique du Sud pour le 31 mai 1910, date symbolique correspondant à la fin de la seconde guerre des Boers.
Le 31 mai 1910, le dominion de l'union d'Afrique du Sud était établi. Il comprenait l'ancienne colonie du Cap (rassemblée avec le Griqualand, le Stellaland et le Béchuanaland britannique), le Natal, la colonie de la rivière Orange (précédemment l'État libre d'Orange) et le Transvaal.
Jusqu'en 1994, les quatre anciennes colonies formeront les quatre provinces d'Afrique du Sud. Pour diverses raisons (économiques, industrielles, agricoles, sportives), le Transvaal se distinguait lui-même alors en 4 régions : 
- le Northern Transvaal : Pretoria et la région nord
- l'Eastern Transvaal : Nelspruit et l'est de la province
- le Western Transvaal
- le Southern Transvaal : le Witwatersrand formant presque une région à part et le sud de la province.

En 1994, à la suite de l'abolition de l'apartheid et de l'entrée en vigueur de la constitution intérimaire de 1993, le Transvaal est divisé en quatre nouvelles provinces :
- le Pretoria-Witwatersrand-Vereeniging (PWV) renommé Gauteng à partir de 1995 et comprenant notamment Pretoria et Johannesburg ;
- le Northern Transvaal renommé Province du Nord en 1995 puis Limpopo en 2002 et comprenant Pietersburg et toute la région nord de la province ;
- l'Eastern Transvaal renommé Mpumalanga en 1995 et comprenant Nelspruit, le parc national Kruger, l'est de la province et un segment de nord du Natal ;
- le Nord-Ouest, comprenant l'ouest de la province, le Bophuthatswana et le nord de la province du Cap.

## Politique
Le Transvaal est à partir des élections de 1949 dirigé largement par le Parti national, et ce, jusqu'à la dissolution de la province en 1994. Auparavant, le Parti uni domine la vie politique. 

### Résultat des élections au conseil provincial du Transvaal
Le tableau suivant recense les sièges remportés par chaque force politique lors des élections au Transvaal de 1936 à 1981. 
| Élection | Parti national | Parti uni | Parti travailliste | Parti progressiste | Parti du Dominion | Indépendants | Vacant | Total (sièges) |
| -------- | -------------- | --------- | ------------------ | ------------------ | ----------------- | ------------ | ------ | -------------- |
| 1936     | 2              | 48        | 6                  | -                  | 1                 | -            | -      | 57             |
| 1943     | 9              | 43        | 12                 | -                  | -                 | -            | -      | 64             |
| 1949     | 34             | 27        | 2                  | -                  | -                 | 2            | 1      | 66             |
| 1954     | 45             | 23        | -                  | -                  | -                 | -            | -      | 68             |
| 1959     | 48             | 20        | -                  | -                  | -                 | -            | -      | 68             |
| 1965     | 51             | 17        | -                  | -                  | -                 | -            | -      | 68             |
| 1970     | 54             | 19        | -                  | -                  | -                 | -            | -      | 73             |
| 1974     | 61             | 13        | -                  | 2                  | -                 | -            | -      | 76             |
| 1977     | 65             | 1         | -                  | 10                 | -                 | -            | -      | 76             |
| 1981     | 67             | -         | -                  | 9                  | -                 | -            | -      | 76             |

## Liste des administrateurs du Transvaal (1910-1994)
| #   | Nom                                                | période                             | Observations                                             |
| --- | -------------------------------------------------- | ----------------------------------- | -------------------------------------------------------- |
| 1.  | Johann Friedrich Bernhard Rissik (1857-1925)       | 31 mai 1910 - 23 juillet 1917       |                                                          |
| 2.  | Alfred George Robertson (1867-1929)                | 24 juillet 1917 - 29 février 1924   |                                                          |
| 3.  | Jan Hendrik Hofmeyr (1894-1948)                    | 1er mars 1924 - 28 février 1929     |                                                          |
| 4.  | Jacobus Stephanus Smit (1878-1960)                 | 1er mars 1929 - 28 février 1934     |                                                          |
| 5.  | Simon Potgieter Bekker (1882-1938)                 | 1er mars 1934 - 29 juillet 1938     |                                                          |
| 6.  | Jacobus Johannes Pienaar (1866-1950)               | 1er septembre 1938 - 31 août 1948   |                                                          |
| 7.  | William Nicol (1887-1967)                          | 1er novembre 1948 - 31 octobre 1958 |                                                          |
| 8.  | Frans Hendrik Odendaal (1898-1966)                 | 1er novembre 1958 - 8 février 1966  |                                                          |
| 9.  | Sybrand Gerhardus Johannes van Niekerk (1914-2011) | 12 février 1966 - 15 juillet 1979   | membre fondateur du parti conservateur en 1982 et député |
| 10. | Willem Cruywagen (1921-2013)                       | 16 juillet 1979 - 31 mai 1988       | ancien ministre                                          |
| 11. | Daniel Hough (1937-2008)                           | 1er juin 1988 - 7 mai 1994          |                                                          |